# Pilammininae
Pilammininae es una subfamilia de foraminíferos bentónicos de la Familia Ammodiscidae, de la Superfamilia Ammodiscoidea, del Suborden Ammodiscina y del Orden Astrorhizida. Su rango cronoestratigráfico abarca desde el Pérmico hasta el Rhaetiense (Triásico superior).

## Discusión
Clasificaciones previas hubiesen incluido Pilammininae en el Suborden Textulariina del Orden Textulariida.

## Clasificación
Pilammininae incluye a los siguientes géneros:
- Rectopilammina †